# Mirel Bîrlan
Mirel Bîrlan / Mirel Birlan (n. 1 septembrie 1963, Vieru, România) este un astronom român.

## Studii și lucrări
A obținut diploma de bacalaureat la liceul Ion Maiorescu din Giurgiu (actualmente devenit Colegiu Național). În 1986 a absolvit Facultatea de Fizică a Universității din București, iar în 1997 a obținut titlul de doctor în științe în specialitatea Astronomie cu lucrarea intitulată: Proprietăți de rotație și compoziția mineralogică a asteroizilor. Majoritatea subiectelor științifice abordate în cursul carierei sale sunt în domeniul planetologiei.
Este autor si coautor a 115 articole în reviste cu referenți, coordonator pentru 9 teze de doctorat în astronomie și planetologie, reprezentant național pentru România la Uniunea Astronomica Internațională și la Societatea Astronomică Europeană, precum și Președintele Comitetului Național Român de Astronomie.
Este cercetător la Institutul de Mecanică Cerească și Calculul Efemeridelor din Paris al Observatorului Astronomic din Paris, Franța, iar din a doua parte a anului 2021 este director la Institutul Astronomic al Academiei Române.
În data de 14 octombrie 2019, la Biblioteca Județeană „I. A. Bassarabescu” din Giurgiu, a avut loc lansarea volumului „Introducere în lumea asteroizilor”, de Mirel Bîrlan și Adrian Șonka.
În 2020 în Colecția Biblioteca Giurgiuveană a fost publicat volumul Universul Aurorei. Dialoguri despre Lună, de Mirel Bîrlan, cu ilustrații de Cristina Diana Enache.

## Onoruri
Asteroidul 10034 Birlan, descoperit pe 30 decembrie 1981 de către Edward L. G. Bowell, a primit numele în onoarea astronomului Mirel Bîrlan.
La propunerea lui Mirel Bîrlan și Richard Binzel, un asteroid din Sistemul nostru Solar, descoperit pe 1 martie 1981, a primit numele de „România”.
Din anul 2018 este membru corespondent al Academiei Internaționale de Astronautică (IAA). În anul 2021 a fost ales membru cu drepturi depline al IAA.